# オイコノミア
『オイコノミア』は、NHK Eテレで2012年4月3日から2018年3月21日まで放送されたテレビ番組である。タイトルは「エコノミクス（経済学）」の語源となった古代ギリシア語に由来する。

## 概要
若者向け経済番組である。若者にとって身近なテーマを切り口に、経済学の原理をわかりやすく紹介する。1テーマを2週に渡って放送する。2014年度からは、反響の大きかったテーマを1回分にまとめたダイジェスト編「ぎゅっ!とオイコノミア」の放送がはさまれる。

## 放送時間
- 本放送
  - 2012～13年度：火曜日 23:30 - 23:55
  - 2014年度：水曜日 23:25 - 23:50
  - 2015年度：月曜日 22:00 - 22:43
  - 2016年度～17年度：水曜日 22:00 - 22:43
- 再放送
  - 2012年度：土曜日 24:10 - 24:35
  - 2013年度：日曜日 25:10 - 25:35
  - 2014年度：月曜日 24:00 - 24:25
  - 2016年度～17年度：木曜日 24:30 - 25:13

## キャスト
レギュラー出演
- 又吉直樹 （ピース）[1]

ナレーション
- 朴璐美

講師（交互担当）
- 大竹文雄（大阪大学教授）
- 川口大司（一橋大学准教授）
- 安藤至大（日本大学大学院准教授）
- 安田洋祐（大阪大学大学院准教授）
- 佐々木百合（明治学院大学教授）
- 齊藤誠（一橋大学大学院教授）
- 浅田義久（日本大学教授）
- 松井彰彦（東京大学大学院教授）
- 森口千晶（一橋大学教授）
- 中川雅之（日本大学教授）
- 中島隆信（慶應義塾大学教授）
- 坂井豊貴（慶應義塾大学教授）
- 鈴木亘（学習院大学教授）

## スタッフ
- 制作統括：吉村恵美
- 制作協力：テレビマンユニオン、テレコムスタッフ（交替制）
- 制作：NHKエデュケーショナル
- 制作・著作：NHK

## 放送リスト

### 2012年度
| 2012年度                         | 2012年度             | 2012年度       | 2012年度       | 2012年度       | 2012年度 |
| タイトル                         | 講師/ゲスト          | 前編           | 後編           | ぎゅっ!と      |          |
| -------------------------------- | -------------------- | -------------- | -------------- | -------------- | -------- |
| アーユー下流?                    | 川口大司             | 2012年4月3日   | 2012年4月10日  | 2014年4月30日  |          |
| 結婚しますか?しませんか?         | 大竹文雄             | 2012年4月17日  | 2012年4月24日  | 2014年10月29日 |          |
| これが給与の決まり方!?           | 安藤至大             | 2012年5月1日   | 2012年5月8日   |                |          |
| 保険って結局トクですか?          | 大竹文雄             | 2012年5月15日  | 2012年5月22日  |                |          |
| オークションに勝つ!              | 安田洋祐             | 2012年5月29日  | 2012年6月5日   |                |          |
| 消費税ってどうでしょう           | 大竹文雄             | 2012年6月12日  | 2012年6月19日  |                |          |
| 子供は嫌いじゃないけれど         | 川口大司             | 2012年6月26日  | 2012年7月3日   |                |          |
| 貯金したって意味がない!?         | 大竹文雄             | 2012年7月10日  | 2012年7月17日  |                |          |
| 円が強いのいいじゃない!?         | 佐々木百合           | 2012年8月14日  | 2012年8月21日  |                |          |
| 食べて美味しい経済学!?           | 大竹文雄             | 2012年8月28日  | 2012年9月4日   |                |          |
| 内定が欲しい!                    | 安藤至大             | 2012年9月11日  | 2012年9月18日  |                |          |
| 選挙は気にはなるけれど           | 大竹文雄             | 2012年9月25日  | 2012年10月2日  |                |          |
| ケータイ買うならどれにする!?     | 安田洋祐             | 2012年10月9日  | 2012年10月16日 |                |          |
| 旅のお供に経済学!?               | 大竹文雄             | 2012年10月23日 | 2012年10月30日 |                |          |
| 賃貸暮らしもいいけれど…!?        | 安藤至大             | 2012年11月6日  | 2012年11月13日 |                |          |
| スポーツ選手が夢だった…!?        | 大竹文雄             | 2012年11月20日 | 2012年11月27日 |                |          |
| もっと休んじゃダメですか!?       | 川口大司             | 2012年12月4日  | 2012年12月11日 |                |          |
| 年の終わりに人生設計!            | 大竹文雄             | 2012年12月18日 | 2012年12月25日 |                |          |
| 一度はバブルに踊りたい…!?        | 佐々木百合           | 2013年1月8日   | 2013年1月15日  |                |          |
| 僕らがツケを払う…のか!?          | 大竹文雄             | 2013年1月22日  | 2013年1月29日  |                |          |
| バレンタイン・プレゼント大作戦!? | 安田洋祐             | 2013年2月5日   | 2013年2月12日  |                |          |
| 幸せになりたい…                  | 大竹文雄             | 2013年2月19日  | 2013年2月26日  |                |          |
| 又吉直樹の経済ポエムSP!（前編）  | 川口大司、安藤至大   | 2013年3月5日   | －             |                |          |
| 又吉直樹の経済ポエムSP!（後編）  | 安田洋祐、佐々木百合 | －             | 2013年3月12日  |                |          |
| オイコノミア的期末試験!?         | 大竹文雄             | 2013年3月19日  | 2013年3月26日  |                |          |

### 2013年度
| 2013年度                                            | 2013年度                               | 2013年度       | 2013年度       | 2013年度       | 2013年度 |
| タイトル                                            | 講師/ゲスト                            | 前編           | 後編           | ぎゅっ!と      |          |
| --------------------------------------------------- | -------------------------------------- | -------------- | -------------- | -------------- | -------- |
| もっと豊かになれますか!?                            | 齊藤誠                                 | 2013年4月2日   | 2013年4月9日   |                |          |
| お金でわかるあなたの性格!?                          | 大竹文雄                               | 2013年4月16日  | 2013年4月23日  |                |          |
| 規制はボクらの敵なのか!?                            | 安藤至大                               | 2013年4月30日  | 2013年5月7日   |                |          |
| もっと他人とつながりたい!?                          | 大竹文雄                               | 2013年5月14日  | 2013年5月21日  |                |          |
| 安くなければ買いません!?                            | 佐々木百合                             | 2013年5月28日  | 2013年6月4日   |                |          |
| 美しくなる経済学!?                                  | 大竹文雄                               | 2013年6月11日  | 2013年6月18日  |                |          |
| みんなでシェアする経済学!?                          | 安田洋祐                               | 2013年6月25日  | 2013年7月2日   | 2014年7月30日  |          |
| 地方が元気にならなくちゃ!                           | 大竹文雄                               | 2013年7月9日   | 2013年7月16日  |                |          |
| パソコンなんかに負けません!?                        | 川口大司                               | 2013年7月23日  | 2013年7月30日  |                |          |
| あたまの中の経済学!?                                | 大竹文雄                               | 2013年8月6日   | 2013年8月13日  |                |          |
| あなたのアイデア、誰のもの?                         | 安藤至大、圓道至剛/町田康              | 2013年9月3日   | 2013年9月10日  |                |          |
| やっぱり欲しい、マイホーム!?                        | 大竹文雄                               | 2013年9月17日  | 2013年9月24日  |                |          |
| もっと買い物したくなる!                             | 安田洋祐                               | 2013年10月1日  | 2013年10月8日  |                |          |
| 消費税ってどうなってるの?                           | 大竹文雄                               | 2013年10月15日 | 2013年10月22日 |                |          |
| 勉強しなきゃダメですか?                             | 川口大司                               | 2013年10月29日 | 2013年11月5日  |                |          |
| もしも病気になったら…                               | 大竹文雄                               | 2013年11月12日 | 2013年11月19日 |                |          |
| ノーベル経済学賞とは?                               | 安田洋祐                               | 2013年11月26日 | 2013年12月3日  |                |          |
| 年の終わりに“断捨離”しよう!                         | 大竹文雄                               | 2013年12月10日 | 2013年12月17日 | 2014年12月17日 |          |
| クリスマススペシャル あした恋する経済学「出会い編」 | 大竹文雄、川口大司、安藤至大、安田洋祐 | 2013年12月24日 | －             |                |          |
| クリスマススペシャル あした恋する経済学「デート編」 | 大竹文雄、川口大司、安藤至大、安田洋祐 | －             | 2013年12月25日 |                |          |
| “起業”しますか?しませんか?                          | 安藤至大                               | 2014年1月7日   | 2014年1月14日  |                |          |
| 食べておいしい経済学!パート2                        | 大竹文雄                               | 2014年1月21日  | 2014年1月28日  |                |          |
| クルマなしでは生きられない!?                        | 浅田義久                               | 2014年2月4日   | 2014年2月11日  |                |          |
| 親子で幸せな“終活”考えよう                          | 大竹文雄                               | 2014年2月18日  | 2014年2月25日  |                |          |
| 又吉直樹の経済大喜利!                               | 安田洋祐、安藤至大                     | 2014年3月4日   | 2014年3月11日  |                |          |
| オイコノミア流 経済用語カルタ                       | 大竹文雄                               | 2014年3月18日  | 2014年3月25日  |                |          |

### 2014年度
| 2014年度                                         | 2014年度            | 2014年度       | 2014年度       | 2014年度      | 2014年度 |
| タイトル                                         | 講師/ゲスト         | 前編           | 後編           | ぎゅっ!と     |          |
| ------------------------------------------------ | ------------------- | -------------- | -------------- | ------------- | -------- |
| そのデータ、どう読み解きますか?                  | 川口大司            | 2014年4月2日   | 2014年4月9日   |               |          |
| 経済学の“実験”します                             | 大竹文雄            | 2014年4月16日  | 2014年4月23日  |               |          |
| コンビニなしでは生きられない!?                   | 浅田義久            | 2014年5月7日   | 2014年5月14日  |               |          |
| こんな会社で、働きたい!                          | 大竹文雄            | 2014年5月21日  | 2014年5月28日  |               |          |
| サッカーで勝つ!経済学                            | 松井彰彦            | 2014年6月4日   | 2014年6月11日  |               |          |
| “お金”の正体って…?                               | 大竹文雄            | 2014年6月18日  | 2014年6月25日  |               |          |
| “子どもを持つ”ってどういうこと? 家族の経済学     | 森口千晶            | 2014年7月2日   | －             |               |          |
| “子どもを持つ”ってどういうこと? 養子縁組を考える | 森口千晶            | －             | 2014年7月9日   |               |          |
| あなたは何に“投資”する?                          | 大竹文雄            | 2014年7月16日  | 2014年7月23日  |               |          |
| ボクら、地方で暮らします!                        | 中川雅之            | 2014年8月6日   | 2014年8月13日  |               |          |
| “富士山”を支える!経済学                          | 大竹文雄/田部井淳子 | 2014年8月20日  | 2014年8月27日  |               |          |
| 働く“女と男”の経済学!                            | 川口大司            | 2014年9月3日   | 2014年9月10日  |               |          |
| “0円”のナゾ                                      | 大竹文雄            | 2014年9月17日  | 2014年9月24日  | 2015年4月27日 |          |
| “遊び”こそが人生だ!!～娯楽の経済学～             | 浅田義久            | 2014年10月1日  | 2014年10月8日  |               |          |
| 世代の“格差”ってどういうこと?                    | 大竹文雄            | 2014年10月15日 | 2014年10月22日 |               |          |
| “障害”を見つめ直そう                             | 松井彰彦/今中博之   | 2014年11月5日  | 2014年11月12日 | 2015年6月29日 |          |
| 旅に出よう!鉄道の経済学                          | 大竹文雄            | 2014年11月19日 | 2014年11月26日 |               |          |
| 幸せな“おひとりさま”であるために                 | 安藤至大            | 2014年12月3日  | 2014年12月10日 |               |          |
| 新春スペシャル 今年は“ライブ”が熱い!?            | 浅田義久            | 2015年1月2日   | （１回完結）   |               |          |
| 復興の経済学                                     | 大竹文雄            | 2015年1月7日   | 2015年1月14日  |               |          |
| 経済学で悪事を減らせ!                            | 中島隆信            | 2015年1月21日  | －             |               |          |
| 組織を腐らせない!経済学                          | 中島隆信            | －             | 2015年1月28日  |               |          |
| 買わない時代に“何を”買う?                        | 大竹文雄            | 2015年2月4日   | －             |               |          |
| 新しい買い物の“カタチ”                           | 大竹文雄            | －             | 2015年2月11日  |               |          |
| “お金”の正体って…?                               | 大竹文雄            | 2015年2月18日  | 2015年2月25日  |               |          |
| 又吉直樹の経済大喜利!仕事がんばる編              | 川口大司            | 2015年3月4日   | －             |               |          |
| 又吉直樹の経済大喜利!楽しく暮らそう編            | 川口大司            | －             | 2015年3月11日  |               |          |
| オイコノミア流 ニュースはこう読め!               | 大竹文雄            | 2015年3月18日  | 2015年3月25日  |               |          |

### 2015年度
| 2015年度                                          | 2015年度                           | 2015年度       | 2015年度       | 2015年度  | 2015年度 |
| タイトル                                          | 講師/ゲスト                        | 前編           | 後編           | ぎゅっ!と |          |
| ------------------------------------------------- | ---------------------------------- | -------------- | -------------- | --------- | -------- |
| 東京 変!トリップ                                  | 浅田義久/安齋肇                    | 2015年3月30日  | －             |           |          |
| 東京 進化?論                                      | 浅田義久/能町みね子                | －             | 2015年4月6日   |           |          |
| やる気が出る!経済学                               | 大竹文雄/徳井健太                  | 2015年4月13日  | －             |           |          |
| あきらめない!経済学                               | 大竹文雄/為末大                    | －             | 2015年4月20日  |           |          |
| ハッピーになれる!“オバサン”の経済学               | 中島隆信/室井佑月                  | 2015年5月4日   | －             |           |          |
| 愛されたい!?“オジサン”の経済学                    | 中島隆信/森口博子                  | －             | 2015年5月11日  |           |          |
| 子育て“はじめの一歩”の経済学                      | 大竹文雄/村上知子                  | 2015年5月18日  | －             |           |          |
| 子どもは誰が育てるの?～子育て社会の経済学～       | 大竹文雄/ユージ                    | －             | 2015年5月25日  |           |          |
| 人づきあいがうまくいく!経済学                     | 松井彰彦/ウエンツ瑛士              | 2015年6月1日   | －             |           |          |
| 誰からモノを買いますか?～売り手と買い手の経済学～ | 松井彰彦/齋藤茂樹                  | －             | 2015年6月8日   |           |          |
| 時間がない!人のための経済学                       | 大竹文雄/角田光代                  | 2015年6月15日  | －             |           |          |
| お金がない!人のための経済学                       | 大竹文雄/風間トオル                | －             | 2015年6月22日  |           |          |
| それって おトク?～飲み屋選びの経済学～            | 浅田義久/大悟                      | 2015年7月6日   | －             |           |          |
| どう選ぶ?～お酒の経済学～                         | 浅田義久/眞鍋かをり                | －             | 2015年7月13日  |           |          |
| 絶滅させない!経済学                               | 大竹文雄/さかなクン                | 2015年7月20日  | －             |           |          |
| どうしてカワイイ?人とペットの経済学               | 大竹文雄/内藤剛志                  | －             | 2015年7月27日  |           |          |
| やる気が出る!経済学                               | 大竹文雄/徳井健太                  | 2015年8月3日   | －             |           |          |
| あきらめない!経済学                               | 大竹文雄/為末大                    | －             | 2015年8月10日  |           |          |
| ハッピーになれる!“オバサン”の経済学               | 中島隆信/室井佑月                  | 2015年8月17日  | －             |           |          |
| 愛されたい!?“オジサン”の経済学                    | 中島隆信/森口博子                  | －             | 2015年8月24日  |           |          |
| 時間がない!人のための経済学                       | 大竹文雄/角田光代                  | 2015年8月31日  | －             |           |          |
| 人生が豊かに!?副業の経済学                        | 安藤至大、圓道至剛/高田延彦        | 2015年9月7日   | －             |           |          |
| 転職時代の天職探し                                | 安藤至大/ブラザー・トム            | －             | 2015年9月14日  |           |          |
| どう選ぶ?住まいの経済学                           | 大竹文雄/杉浦伝宗                  | 2015年9月21日  | －             |           |          |
| ローンの正体って…?                                | 大竹文雄、高田晶子/ラサール石井    | －             | 2015年9月28日  |           |          |
| 祝受賞!文学ノ経済学                               | 大竹文雄/西加奈子                  | 2015年10月5日  | －             |           |          |
| どう決まる?本の“価格”                             | 大竹文雄/西加奈子                  | －             | 2015年10月12日 |           |          |
| もう迷わない!決断の経済学                         | 安藤至大/蛭子能収                  | 2015年10月19日 | －             |           |          |
| 話せばわかる!?交渉の経済学                        | 安藤至大/佐藤仁美                  | －             | 2015年10月26日 |           |          |
| いくらに見える?アートの経済学                     | 安藤至大/ジミー大西                | 2015年11月2日  | －             |           |          |
| これで納得?相続の経済学                           | 安藤至大/東尾理子                  | 2015年11月9日  | －             |           |          |
| 株って何のため?投資の経済学                       | 大竹文雄/天野ひろゆき              | 2015年11月16日 | －             |           |          |
| ホントは誰のため?寄付の経済学                     | 大竹文雄/北沢豪                    | －             | 2015年11月23日 |           |          |
| 進化が止まらない!テクノロジーの経済学             | 大竹文雄/石黒浩                    | 2015年11月30日 | －             |           |          |
| モノより思い出!?旅の経済学                        | 安藤至大/光浦靖子                  | 2015年12月7日  | －             |           |          |
| ほんとに喜ばれるプレゼントの選び方                | 安藤至大/いとうあさこ              | －             | 2015年12月14日 |           |          |
| 短気は損気“怒り”の経済学                          | 大竹文雄/前園真聖                  | 2015年12月21日 | －             |           |          |
| 笑う門には福来る“笑い”の経済学                    | 大竹文雄/林家たい平                | －             | 2015年12月28日 |           |          |
| 人生が豊かに!?副業の経済学                        | 安藤至大、圓道至剛/高田延彦        | 2016年1月4日   | －             |           |          |
| ローンの正体って…?                                | 大竹文雄、高田晶子/ラサール石井    | 2016年1月11日  | －             |           |          |
| いくらに見える?アートの経済学                     | 安藤至大/ジミー大西                | 2016年1月18日  | －             |           |          |
| 進化が止まらない!テクノロジーの経済学             | 大竹文雄/石黒浩                    | 2016年1月25日  | －             |           |          |
| そのお稽古 役に立つ?                              | 安藤至大/つるの剛士                | 2016年2月1日   | －             |           |          |
| モテの極意                                        | 安藤至大/YOU、綾部祐二、永峰絵里加 | －             | 2016年2月8日   |           |          |
| 勉強するのは誰のため?教育の経済学                 | 大竹文雄/厚切りジェイソン          | 2016年2月15日  | －             |           |          |
| 幸せですか!?共働きの経済学                        | 大竹文雄/北陽                      | －             | 2016年2月22日  |           |          |
| 短気は損気“怒り”の経済学                          | 大竹文雄/前園真聖                  | 2016年2月29日  | －             |           |          |
| アイドルに学べ!組織で輝く経済学                   | 安藤至大/篠田麻里子                | 2016年3月7日   | －             |           |          |
| 人脈づくりは怖くない!                             | 安藤至大/春香クリスティーン        | －             | 2016年3月14日  |           |          |
| “ズル”い事件の経済学                              | 大竹文雄/間寛平                    | 2016年3月21日  | －             |           |          |
| 又吉直樹 ボクのニュースの経済学                   | 大竹文雄/具志堅用高                | －             | 2016年3月28日  |           |          |

### 2016年度
| 2016年度                                  | 2016年度            | 2016年度      | 2016年度      | 2016年度  | 2016年度 |
| タイトル                                  | 講師                | 前編          | 後編          | ぎゅっ!と |          |
| ----------------------------------------- | ------------------- | ------------- | ------------- | --------- | -------- |
| 伝わることばの経済学                      | 安藤至大/栗原類     | 2016年4月6日  | －            |           |          |
| ベストコンディションになる!経済学         | 安藤至大/武井壮     | －            | 2016年4月13日 |           |          |
| ホントは誰が得してる?～価格競争の経済学～ | 大竹文雄/濱田マリ   | 2016年4月20日 | －            |           |          |
| 競争しないとダメですか?                   | 大竹文雄/MAKIDAI    | －            | 2016年4月27日 |           |          |
| 又吉家を買う その家いくらで買いますか?    | 安藤至大/山田たかお | 2016年5月4日  | －            |           |          |
| 又吉家を買う その家一生住みますか?        | 安藤至大/安藤和津   | －            | 2016年5月11日 |           |          |
| 18歳が社会を変える?選挙の経済学           | 大竹文雄/椎木里佳   | 2016年5月18日 | －            |           |          |
| あなたは納得?税金の経済学                 | 大竹文雄/山村紅葉   | －            | 2016年5月25日 |           |          |
| “公務員”というシゴト                      | 安藤至大/福田充徳   | 2016年6月1日  | －            |           |          |
| 支えたい。ふるさとの経済学                | 安藤至大/湊かなえ   | －            | 2016年6月8日  |           |          |
| 仕事もうまくいく!休み方の経済学           | 大竹文雄/佐藤可士和 | 2016年6月15日 | －            |           |          |
| みんなで使えばトクをする!?シェアの経済学  | 大竹文雄/渡辺直美   | －            | 2016年6月22日 |           |          |
| ベストコンディションになる!経済学         | 安藤至大/武井壮     | 2016年6月29日 | －            |           |          |
| どうして欲しくなる?買い物の経済学         | 安藤至大/細川茂樹   | 2016年7月6日  | －            |           |          |
| ホントに必要?学歴の経済学                 | 安藤至大/宇治原史規 | －            | 2016年7月13日 |           |          |
| イケてる社長はこんな人!リーダーの経済学   | 大竹文雄/太田光代   | 2016年7月20日 | －            |           |          |
| 納涼企画!恐怖の経済学                     | 大竹文雄/真壁刀義   | －            | 2016年7月27日 |           |          |
| “公務員”というシゴト                      | 安藤至大/福田充徳   | 2016年8月3日  | －            |           |          |

## 関連書籍
- 『オイコノミア ぼくらの希望の経済学』（NHK Eテレ「オイコノミア」制作班, 又吉直樹 著、朝日新聞出版、2014年3月、ISBN 9784022510839）